# Jèssica Crespo
Jèssica Crespo (Alcàsser, l'Horta Sud) és una periodista valenciana, primera veu que s'escoltà a la ràdio d'À punt des de l'11 de desembre de 2017 quan la ràdio À punt FM va reprendre les seues emissions regulars després del tancament de la Ràdio Televisió Valenciana, anys abans.
Crespo, abans de fitxar per À punt, havia consolidat la seua carrera a diferents ràdios locals com Ràdio l'Om de Picassent, i després a Radio Valencia Cadena Ser on va presentar La Llavor, el primer espai íntegrament en valencià de la cadena.
A la ràdio pública À punt presentà el programa matinal "Al Ras", un magazine cultural i d'actualitat que s'emet tots els matins. A partir de 2018 també fou co-presentadora a la televisió pública del programa d'anàlisi de l'actualitat "La qüestió", amb la periodista Adelaida Ferre.